# Луїс Фернандо Лопес
Луїс Фернандо Лопес Ерасо (ісп. Luis Fernando López Erazo; нар. 3 червня 1979) — колумбійський легкоатлет, який спеціалізувався на спортивній ходьбі.

## Спортивні досягнення
Учасник чотирьох олімпійських зах́одів з шосейної ходьби на 20 кілометрів — фінішував 9-м у 2008, 24-м у 2004 та 29-м у 2016, не зміг фінішувати у 2012.
Чемпіон світу з шосейної ходьби на 20 кілометрів (2011). На інших чемпіонатах світу фінішував у цій дисципліні 4-м (2009), 12-м (2005), 20-м (2015) та 22-м (2007).
На Кубках світу фінішував у шосейній ходьбі на 20 кілометрів 4-м (2010), 23-м (2008), 38-м (2004), 49-м (2012), а у шосейній ходьбі на 50 кілометрів — 34-м (2014).
Чемпіон Південної Америки з шосейної ходьби на 20 кілометрів (2008) та ходьби доріжкою стадіону на 20000 метрів (2009). Срібний призер чемпіонатів Південної Америки з шосейної ходьби на 20 кілометрів (2004, 2006). Бронзовий призер чемпіонату Південної Америки з шосейної ходьби на 20 кілометрів (2005).
Бронзовий призер Панамериканських ігор з шосейної ходьби на 20 кілометрів (2011). Фінішував 4-м у шосейній ходьбі на 20 кілометрів на Панамериканських іграх (2003).
Переможець Панамериканського кубку з шосейної ходьби на 20 кілометрів (2009). Срібний призер Панамериканського кубку з шосейної ходьби на 50 кілометрів (2017). Срібний (2005) та бронзовий (2007) призер Панамериканських кубків з шосейної ходьби на 20 кілометрів.
Чемпіон Колумбії з ходьби доріжкою стадіону на 20000 метрів (2002, 2003, 2005).
Чемпіон Колумбії з шосейної ходьби на 20 кілометрів 2001, 2004, 2005, 2006, 2007, 2009).